# Bouquette
La bouquette ou vôte (en wallon liégeois) est une crêpe levée à la farine de sarrasin (farene di boûkète en wallon liégeois) agrémentée fréquemment de raisins secs.

## Étymologie
Vôte provient du latin populaire volvita (« enroulement ») du fait que la pâte est roulée soit avant, soit après, la cuisson.
Souvent, elle est appelée, à tort, boûkète qui est le nom, en wallon liégeois, du sarrasin ou blé noir appelé « bouquette » puis « boquette », dérivé du néerlandais « boekweit » dans une dénomination attestée depuis le début du XVIIe siècle avant de prendre le sens de « crêpe », attesté pour la première fois en 1743.

## Historique
L'introduction de la bouquette à Liège remonte au XVIIIe siècle, époque à laquelle elle fut importée de l'ancien comté de Looz par la cour des Princes-évêques, originaires de cette partie de la principauté de Liège. Ce n'est qu'à la fin du XIXe siècle qu'elle fut définitivement adoptée par les Liégeois. Il y avait en cette période un moulin spécialisé dans la farine de sarrasin, le moulin Bouquette, sur les hauteurs de Vottem.

## Traditions
Elle se mange traditionnellement accompagnée de vin chaud durant le cycle de Noël, qui va de Noël à la Chandeleur, mais elle est également mise à l'honneur lors de la  fête du 15 août dans la République libre d'Outremeuse à Liège où elle est, alors, accompagnée d'un verre de peket.
D'autres traditions superstitieuses, maintenant disparues, suggéraient de :
- tenir une pièce, dans la main libre, lorsque l'on fait sauter la bouquette pour la retourner. Si elle se retourne correctement dans la poêle, c'est le signe de la prospérité pour une année[4],
- pour les jeunes filles en âge de se marier, faire sauter six fois la bouquette sans la laisser choir ; ce qui devait garantir la rencontre du fiancé idéal dans l'année[5],
- jeter la première bouquette sur une armoire, pour éloigner la misère ou la conserver dans une armoire pour que les prochaines récoltes soient abondantes[4].

## Préparation
Elle est frite à la poêle avec du beurre ou, plus traditionnellement, avec un mélange de beurre et de saindoux et mangée chaude ou froide, garnie de sucre, de cassonade ou encore de sirop de Liège ainsi que des raisins secs.